# Anthia duodecimguttata
Espèce
Anthia duodecimguttata est une espèce d'insectes coléoptères de la famille des Carabidae. En anglais les points blancs sur la carapace noire de ce prédateur lui ont valu le nom de Domino Beetle.

## Distribution
Il se rencontre dans la péninsule Arabique.

## Publication originale
- FA Bonelli, Observations entomologiques, Memorie della Reale Accademia delle Scienze di Torino, vol.20, p. 433-484 (1813)